# سوفلي
سوفليون (Σουφλίον) هي مدينة في إفروس في مقاطعة فوريا إلادا في اليونان.